# История на Тесалия
Историята на Тесалия датира от около 2500 г. пр.н.е., като преди идването на ахейците е населявана от предгръцки племена.

## Античност
На територията на Тесалия съществува неолитна култура. От по-късен исторически период в областта са открити селища на микенската култура. После Тесалия се управлява демократично от 4 аристократични рода, като формално областта е разделена на четири обединени военно части в северен древногръцки амфиктионски съюз, известен с добрата си конница. Тесалия враждува често със съседна Беотия, поради което влиза в сферата на външнополитическо влияние на Атика, като първи съюзник на полиса Атина. По време на гръко-персийските войни, Тесалия е на страната на Персия. В пелопонеската война е на страната на Атина и не допуска преминаване на спартански войски през своя територия, с изключение армията на Брасид. През 4 век пр.н.е. Тесалия постепенно изпада в зависимост от Древна Македония, и в крайна сметка попада под васална зависимост от нея. През 148 г. пр.н.е. е завладяна от римляните и е включена в провинция Македония. В 300 година Тесалия е обособена в отделна римска провинция с център Лариса, и като такава остава, макар и номинално, в Източната Римска империя до 10 век. От 5 век областта започва плътно да се заселва от велезити и други славяни от българската група.

## Българска Тесалия
Големи части от територията на Тесалия населени с българи, арумъни и каракачани. През 10 и в началото на 11 век по време на царуването на Симеон I и сина му Петър I е част от Първата българска държава. Тесалия е арена на българо-византийски сблъсъци по времето на Самуил, като през по-голямата част от неговото царуване до падането на България под византийска власт е отново част от българската политическа територия. По време на цар Петър II Делян областта е освободена, но в 1041 г. Византия си връща областта. В 1066 г. българите тук заедно с власите отново се вдигат – избухва известното въстание на Никулица Делфина. След Клокотнишката битка в 1240 г. е отново под български суверенитет като васално владение на Търновското царство чак до смъртта на Иван Асен II. Българско население наред с власи, гърци, албанци в Тесалия има и в по-късно време. За това свдителства и една грамота за византийския император Андроник III от 1336 г., издадена в полза на епископията в Стаги. Грамотата потвърждава дарени по-рано права и привилегии на тази епископия и на намиращите се в нейната енория „духовници и светски лица власи, българи и албанци“ (Miklosich-Müller, Acta et diplomata medii aevi sacra et profana, Vindobonae, V, c. 271.). 
Секретарят на английското посолство в Цариград Д. Уркухарт (1839 г.) привежда турско известие, според което през 1423 г. тесалийските българи опустошавали страната и дори един техен княз сполучил да вземе града Лариса. Гърците извикали на помощ турския военачалник Турхан-бей, който с войска от 5000 турци превзел града. Българите обаче успели да избягат и техният княз се оттеглил в Метеора, където основал един от манастирите.
В труда си „Древните и сегашните българи“ (1829) руският учен Юрий Венелин описва жилищата на съвременните му българи: „Населението на Тесалия се състои от власи, българи, турци, гърци“.
В друг свой труд – „Граматика на днешното българско наречие“ (1834), Венелин споменава, че българите населяват „цяла Македония, която е известна под името Стара България. Българи живеят и в няколко области в Албания и Тесалия“.

## Политическа обособеност
След превземането на Константинопол през 1204 година, Тесалия влиза в границите на Солунското кралство с името Велика Влахия (на гръцки: Μεγάλη Βλαχία). В 1215 година е присъединена от Теодор Комнин към Епирското деспотство. След Клокотнишката битка изпада заедно с останалата територия на деспотството в политическа зависимост от Търновското царство – до смъртта на Иван Асен II. След възстановяването на Византия от Палеолозите през 1261 година, управителят на областта носи титлите севастократор и архонт до времето на Йоан II Орсини, когато централната константинополска власт се вижда принудена да ликвидира самостоятелността на областта и тя започва да се управлява от управител-намесник на императора. През 1348 година Тесалия е присъединена към Душановото царство, а след разпадането му до 1373 е в самостоятелно владение на Симеон Синиша, който след 1359 резидира в Трикала. От 1373 до 1394 година областта е във владение на династията Филантропини, след което е завладяна от Османската империя и трансформирана в Османска Тесалия. През 1881 година Тесалия е присъединена към Кралство Гърция, с изключение на района на Лариса, който остава под османска власт до Балканската война.

## Тесалия по време на Втората световна война
По време на ВСВ, след края на операция Марита, Тесалия попада в италианската окупационна зона. В областта е разположена елитната италианска 24-та дивизия от инфантерията – „Пинероло“.
След арестуването на Мусолини и сключеното от Бадолио – примирие на Италия с антихитлеристката коалиция, новият италиански командващ близък до Бадолио решава да присъедини частта към гръцката съпротива в областта, която е ЕЛАС. Гръцките партизани се въоръжават с италианското оръжие , а пленниците си местят от Пелион в планините на Пинд, където постфактум се разиграва голяма хуманитарна трагедия. В курортното селце Нераида, със старо име Минина, са разквартирувани от ЕЛАС в края на лятото на 1943 г. общо 6000 хил. италиански военнослужещи от дивизията, предали се на партизаните.
В периода 17 септември – 4 декември 1943 г. следва настъпателна и наказателна операция на Вермахта в Пинд от четири изходни позиции, в резултат от която гръцките леви партизани разпръскват обезоръжените италиански военнослужещи в околностите на селото и по целия Пинд, за да се спасяват от немските репресии. Според италиански следвоенни данни, от близо 6 хил. италиански военнослужещи оцеляват само половината, хранейки се с каквото намерят – кестени, листа, треви, гъби и корени и разчитайки на подаяния на местното население. От близо 6 хил. италиански военнослужещи, 1150 умират, 2250 са тежко болни или ранени и 1500 се водят безследно изчезнали. Други близо 1500 се предават на немците. Немалка част от личния състав на италианската елитна военна част се разболява от дизентерия. 

## Владетели на Тесалия
- Теодор I Комнин Дука (1215–1230), архонт, от 1227 император
- Мануил Комнин Дука (1230–1237 до 1239–1241), деспот
- Йоан Комнин Дука (1237–1239), деспот
- Михаил II Комнин Дука (1241–1268), деспот
- Йоан I Дука (1268–1289), севастократор
- Константин I Дука (1289–1303), севастократор
- Йоан II Ангел Дука (1303–1318), севастократор
- Стефан Гавриилопул (1318–1332), архонт
- Йоан II Орсини (1332–1335), деспот

(Византийска империя: 1335–1348)
- Михаил Мономах /Михаил Мономахос/ (1335–1342), управител
- Йоан Ангел /Йоан Ангелос/ (1342–1348), управител

(Душаново царство: 1348–1356)
- Григор Прелюб (1348–1356), кесар (според Джон Файн, зет на Стефан Душан и Елена – женен за дъщеря им кесарица Ирина)

- Никифор II Орсини (1356–1359), деспот
- Симеон Синиша Палеолог (1359–1370), цар на сърби и гърци
- Йован Урош Дука Палеолог (1370–1373), цар на сърби и гърци

(Византийски сузеренитет: 1373–1394)
- Алексий Ангел Филантропин (1373–1390), кесар
- Мануил Ангел Филантропин (1390–1394), кесар

(Османско владение от 1394)